# Neurospora lineolata
Neurospora lineolata är en svampart som beskrevs av Frederick & Uecker 1970. Neurospora lineolata ingår i släktet Neurospora och familjen Sordariaceae.   Inga underarter finns listade i Catalogue of Life.